# Leptodactylus melanonotus
Leptodactylus melanonotus là một loài ếch thuộc họ Leptodactylidae.
Loài này có ở Belize, Colombia, Costa Rica, Ecuador, El Salvador, Guatemala, Honduras, México, Nicaragua, và Panama.
Môi trường sống tự nhiên của chúng là rừng khô nhiệt đới hoặc cận nhiệt đới, rừng ẩm vùng đất thấp nhiệt đới hoặc cận nhiệt đới, rừng sú vẹt nhiệt đới hoặc cận nhiệt đới, vùng núi ẩm nhiệt đới hoặc cận nhiệt đới, xavan khô, xavan ẩm, đồng cỏ nhiệt đới hoặc cận nhiệt đới vùng ngập nước hoặc lụt theo mùa, hồ nước ngọt có nước theo mùa, đầm nước ngọt, đầm nước ngọt có nước theo mùa, vùng đồng cỏ, các đồn điền, vườn nông thôn, các vùng đô thị, rừng trước đây suy thoái nghiêm trọng, khu vực trữ nước, ao, và kênh đào và mương rãnh.

## Hình ảnh

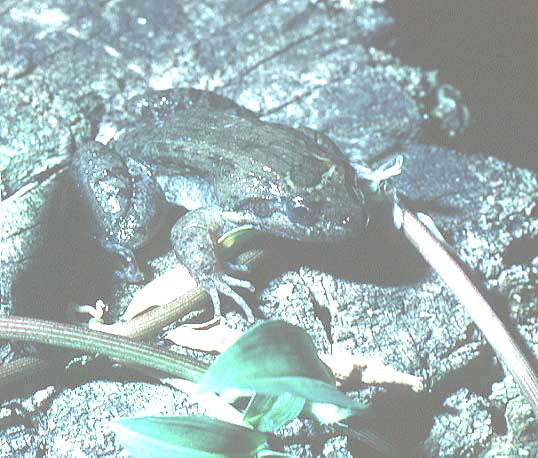